# The Burglar and Little Phyllis
The Burglar and Little Phyllis è un cortometraggio muto del 1910 diretto da Lewin Fitzhamon.

## Trama
La piccola Little Phyllis riesce a riportare sulla retta via un ladro che si è presentato a una festa di bambini come prestigiatore.

## Produzione
Il film fu prodotto dalla Hepworth.

## Distribuzione
Distribuito dalla Hepworth, il film - un cortometraggio di 228,02 metri - uscì nelle sale cinematografiche britanniche nel febbraio 1910.
Si conoscono pochi dati del film che, prodotto dalla Hepworth, fu distrutto nel 1924 dallo stesso produttore, Cecil M. Hepworth. Fallito, in gravissime difficoltà finanziarie, il produttore pensò in questo modo di poter almeno recuperare il nitrato d'argento della pellicola.